# وادي مرزم (الدقم)
وادي مرزم منطقة سكنية تقع في ولاية الدقم، التابعة لمحافظة الوسطى في سلطنة عمان. يقدر عدد سكانها بـ 68 نسمة حسب إحصاء عام 2010 التابع للمركز الوطني للإحصاء والمعلومات الحكومي. رمز المنطقة هو 110330510.

## الوصلات الخارجية
- المركز الوطني للإحصاء والمعلومات، سلطنة عمان